# ناتالیا مالیشوا
ناتالیا مالیشوا (به روسی: Наталья Малышева، آوانگاری: زادهٔ ۲ ژانویهٔ ۱۹۹۴) یک کشتی‌گیر آزادکار زن اهل کشور روسیه است.